# Distrito de Mezőkövesd
El distrito de Mezőkövesd (húngaro: Mezőkövesdi járás) es un distrito húngaro perteneciente al condado de Borsod-Abaúj-Zemplén.
En 2013 tenía 42 128 habitantes. Su capital es Mezőkövesd.

## Municipios
El distrito tiene 2 ciudades (en negrita), un pueblo mayor (en cursiva) y 20 pueblos.
Ciudades
- Mezőkövesd
- Mezőkeresztes

Pueblos
- Bogács
- Borsodgeszt
- Borsodivánka
- Bükkábrány
- Bükkzsérc
- Cserépfalu
- Cserépváralja
- Csincse
- Egerlövő
- Kács
- Mezőnagymihály
- Mezőnyárád
- Négyes
- Sály
- Szentistván
- Szomolya
- Tard
- Tibolddaróc
- Tiszabábolna
- Tiszavalk
- Vatta